# Kanton Le Puy-en-Velay-1
Der Kanton Le Puy-en-Velay-1 ist seit 2015 ein französischer Wahlkreis im Arrondissement Le Puy-en-Velay, im Département Haute-Loire und in der Region Auvergne-Rhône-Alpes.

## Gemeinden
Der Kanton besteht aus vier Gemeinden und Gemeindeteilen mit insgesamt 12.781 Einwohnern (Stand: 2022) auf einer Gesamtfläche von 26,16 km²:
| Gemeinde                 | Einwohner 1. Januar 2022 | Fläche km² | Dichte Einw./km² | Code INSEE | Postleitzahl |
| ------------------------ | ------------------------ | ---------- | ---------------- | ---------- | ------------ |
| Ceyssac                  | 439                      | 10,86      | 40               | 43045      | 43000        |
| Espaly-Saint-Marcel      | 3.574                    | 6,29       | 568              | 43089      | 43000        |
| Le Puy-en-Velay          | 5.376                    | 3,89       | 1.382            | 43157      | 43000        |
| Vals-près-le-Puy         | 3.392                    | 5,12       | 663              | 43251      | 43750        |
| Kanton Le Puy-en-Velay-1 | 12.781                   | 26,16      | 489              | 4312       | –            |

1. ↑   Nur der südwestliche Teil der Gemeinde, der Rest verteilt sich auf die Kantone Le Puy-en-Velay-2, Le Puy-en-Velay-3 und Le Puy-en-Velay-4.